# Asplenium fenzlii
Asplenium fenzlii är en svartbräkenväxtart som beskrevs av Constantin von Ettingshausen. Asplenium fenzlii ingår i släktet Asplenium och familjen Aspleniaceae. Inga underarter finns listade.